# Hans Saphoy

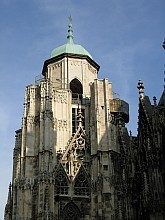
Dôme de Saphoy.

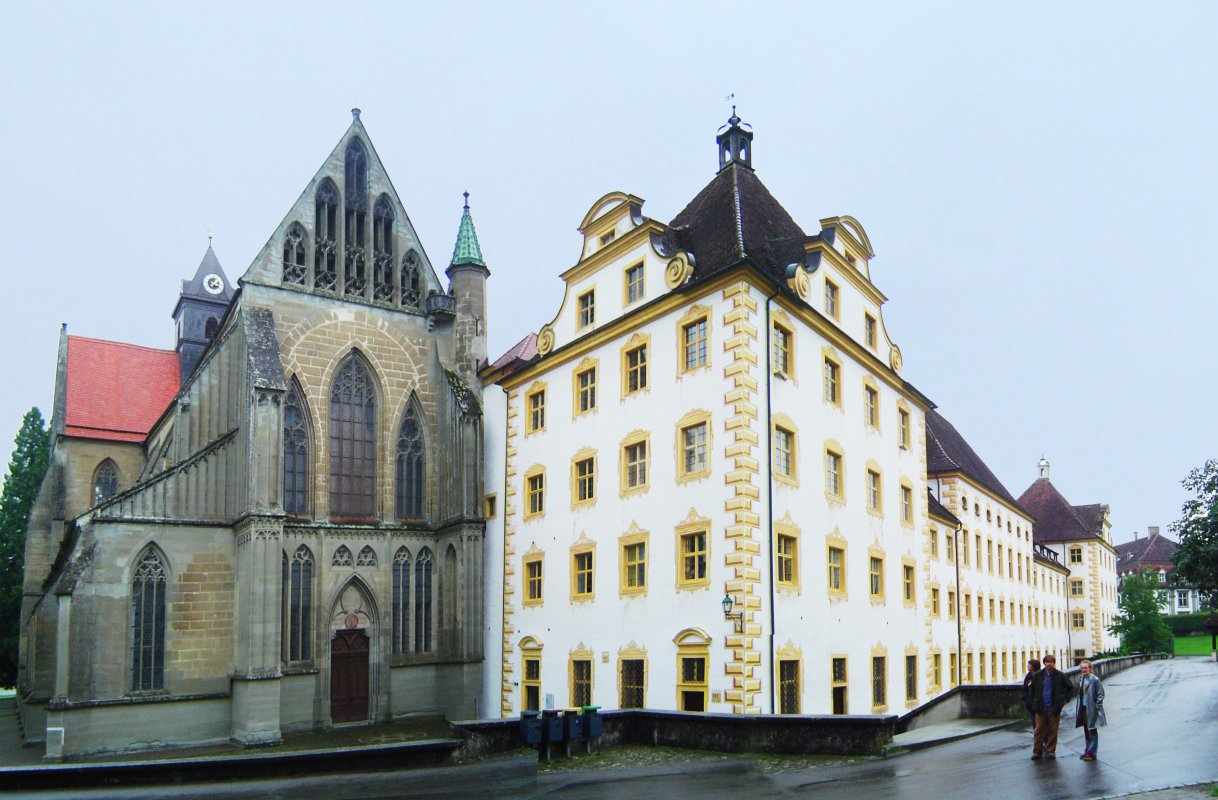
La cathédrale et le palais de Salem.

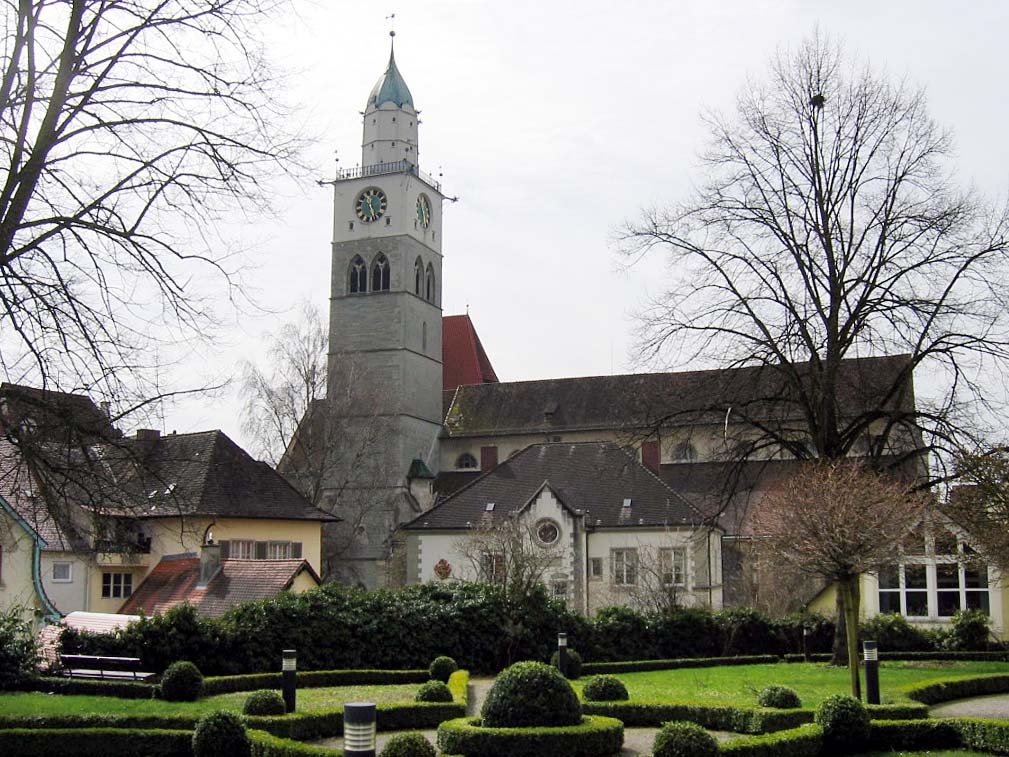
Cathédrale d'Überlingen.

Hans Saphoy von Salmansweiler ou Johann II Saphoy ou Johann (von) Savoyen, né à Salem, dans l'actuel Bade-Wurtemberg, et mort le 8 novembre 1578 à Vienne, est un tailleur de pierre et maître bâtisseur de forteresses et de cathédrales de la Renaissance.
Saphoy disposait d'une formation universelle qui recouvrait tant le profane que le sacré.

## Biographie
Hans Saphoy est issu d'une famille de bâtisseurs apparentée à la famille Parler et dont les membres les plus connus sont le constructeur de la cathédrale de Cologne Michel de Savoie au XIVe siècle, et le bâtisseur Hans von Savoyen qui vécut à la fin du XVe siècle et construisit le monastère de Salem. Hans Saphoy est inféodé à l'abbaye impériale souabe de Salem, où sa famille a un tombeau héréditaire.. En 1552, il construit les fortifications du bastion de Carinthie à Vienne, et en 1555 travaille comme expert judiciaire sur la construction de la cathédrale et des fortifications d'Überlingen.

### Maître d'œuvre de la cathédrale Saint-Étienne de Vienne
De 1556 à 1578, il est maître d'œuvre de la Cathédrale Saint-Étienne de Vienne à Vienne.
En 1556, il existe également un Caspar Saphoy maître de travaux sur le chantier de la cathédrale. Hans Saphoy se charge de renouveler les voûtes. À son époque, le projet d'achever l'Adlerturm (la tour nord) est définitivement abandonné après que Vienne soit devenue une ville protestante. Saphoy résout ce problème architectural en plaçant un étage de cloche octogonal de forme post-gothique sur la sous-structure de la tour, fermé par un dôme incurvé.
À partir de 1558, le supérieur hiérarchique de Hans Saphoy est l'évêque Anton Brus von Müglitz. L'administrateur Urbain Sagstetter, évêque de Gurk, suit en 1563 et tente de trouver un compromis avec les protestants et démissionne en 1568. Le dernier évêque de Saphoy est Johann Caspar Neubeck .

### Tombe de Rafael Podmanický à Považská Bystrica
En 2005, l'Académie tchèque des sciences a identifié cette sculpture en pierre de 1559 à Považská Bystrica comme une œuvre de Hans Saphoy.

### Ecuries de la Hofburg de Vienne
Les écuries du Hofburg sont aménagées de 1558 à 1562 pour Ferdinand Ier sous la direction de Hans Saphoy, avec les tailleurs de pierre et sculpteurs Antonius et Pietro Solari et Antonius Gardesoni de la carrière impériale.

### Bâtisseur impérial
Le 14 juillet 1569, il devint bâtisseur impérial des provinces de Basse-Autriche à la place de Benedict Kölbl avec un salaire annuel de 200 florins. En 1570, l'empereur Maximilien II exige la libération de son maître d'œuvre du servage de l'abbaye impériale de Salem.

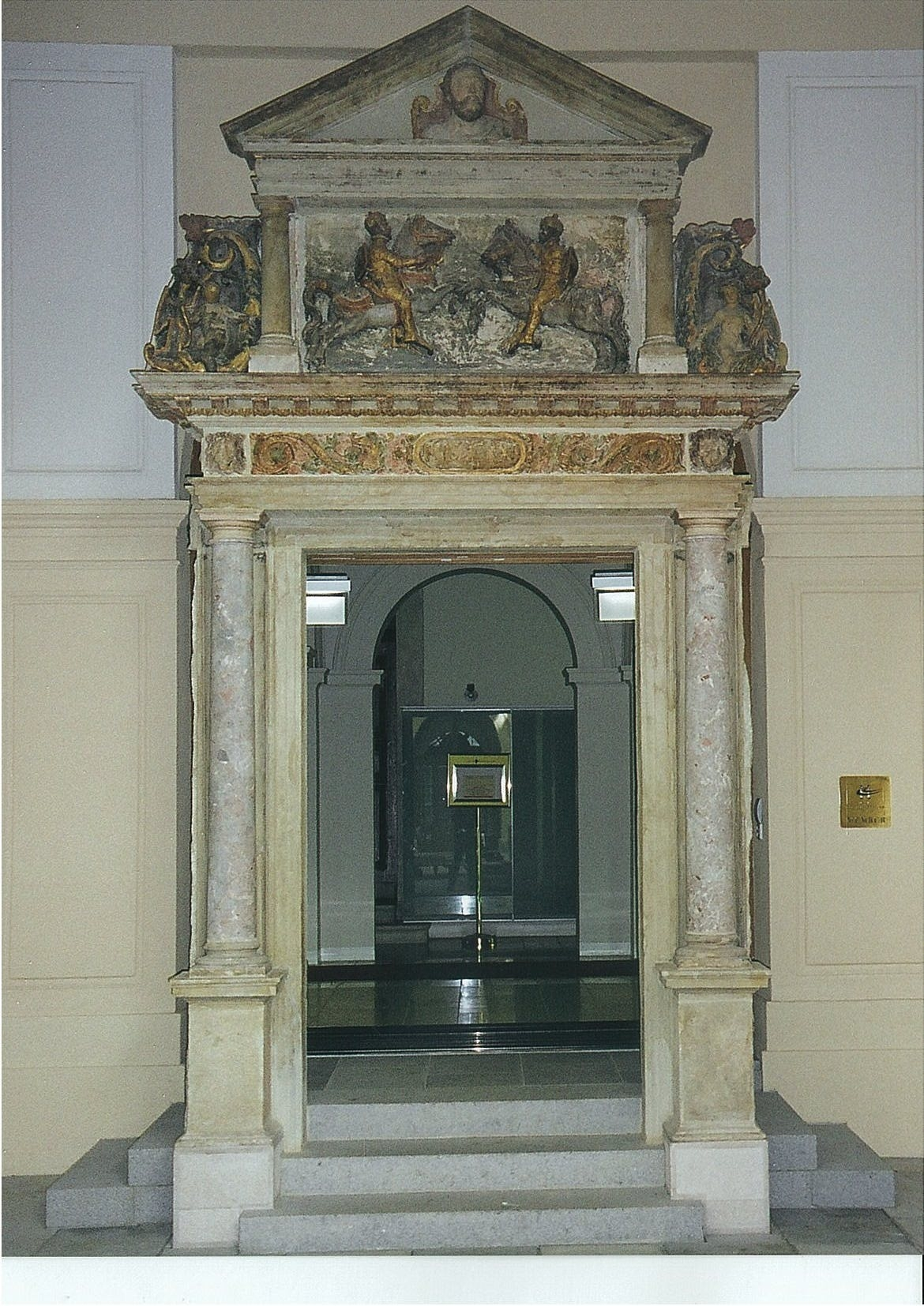
Portail Renaissance, 1571

### Palais Niederösterreich
Saphoy dirige les travaux de construction du Palais Niederösterreich de 1567 à 1578.

### Château de Weitra
Si Hans Saphoy avait éliminé les pires défauts de l'ancien château de Weitra, celui-ci ne correspondait plus à l'idée qu'on se faisait d'une demeure seigneuriale. En 1582, l'empereur Rodolphe II fait don du château et de la ville à son colonel chambellan Wolf Siegmund Rumpf Freiherr von Wielroß (Wullroß).

Il meurt le 8 novembre 1578 et est inhumé dans la nef centrale de la cathédrale Saint-Étienne. Sa dalle funéraire a disparu.